# Fitzroy Kelly
Pour les articles homonymes, voir Kelly.
Fitzroy Edward Kelly (9 octobre 1796 - 18 septembre 1880) est un avocat en droit commercial anglais, homme politique conservateur et juge.

## Jeunesse et éducation
Kelly est né à Londres, le fils de Robert Hawke Kelly (décédé en 1807 ou avant), capitaine de la Royal Navy et de la romancière Isabella Kelly (en), fille du capitaine William Fordyce, valet de la Chambre privée de George III. En 1824, il est admis au barreau par Lincoln's Inn, ayant déjà acquis une réputation de plaideur spécial qualifié.

## Carrière
En 1834, il est nommé Conseiller de la reine, après seulement dix ans d'appel. Tory affirmé, il est élu député d'Ipswich en 1835, mais a été invalidé sur pétition. En 1837, cependant, il redevient député de cette ville. De 1843 à 1847, il est député de Cambridge, et en 1852 est élu député de Harwich, mais une vacance se produisant soudainement dans East Suffolk, il se présente à ce siège et est élu.
La plupart de ses affaires judiciaires sont de nature commerciale, mais il a suivi l'un des grands crimes d'empoisonnement criminel du début de la période victorienne. En mars 1845, Kelly défend John Tawell, le «meurtrier Quaker ». Tawell avait empoisonné sa maîtresse, Sarah Hart, et s'était enfui de Salt Hill à Aylesbury en train. Cependant, une description de Tawell a été envoyée à Londres par télégraphe électrique et il a été capturé. Kelly fait de son mieux pour son client, mais il n'est pas habitué à la défense pénale. Son argument selon lequel Sarah Hart avait mangé trop de pépins de pomme et avait été empoisonné par l'acide prussique dans les pépins a conduit au surnom "Apple-pip", qui a suivi Kelly pour le reste de sa vie. Malgré ses efforts, son client est reconnu coupable et pendu.
Kelly est solliciteur général en 1845 (et fait chevalier) et de nouveau de février à décembre 1852, période pendant laquelle il est subordonné au procureur général Frederic Thesiger dans la poursuite de John Henry Newman pour diffamation, dans le procès Achilli. En 1858–1859, il est procureur général du deuxième ministère de Lord Derby. En 1866, il est élevé à la magistrature en tant que dernier lord-baron en chef de l'Échiquier et est nommé membre du Conseil privé, ce qui lui permet de siéger au comité judiciaire du Conseil privé.
Kelly est décédé à Brighton le 18 septembre 1880, à l'âge de 83 ans.